# Zerega Avenue
Zerega Avenue – stacja początkowa metra nowojorskiego, na linii 6. Znajduje się w jednej z dzielnic Bronxu - Castle Hill, w Nowym Jorku i zlokalizowana jest pomiędzy stacjami Westchester Square – East Tremont Avenue i Castle Hill Avenue. Została otwarta 24 października 1920.